# Mail Art
El Mail Art (MA)  o Art Postal (AP) és un moviment planetari d'intercanvi i comunicació a través del correu postal. Però una correspondència artística entregada a mà (hand delivery) també es pot considerar MA.

## Concepte i història

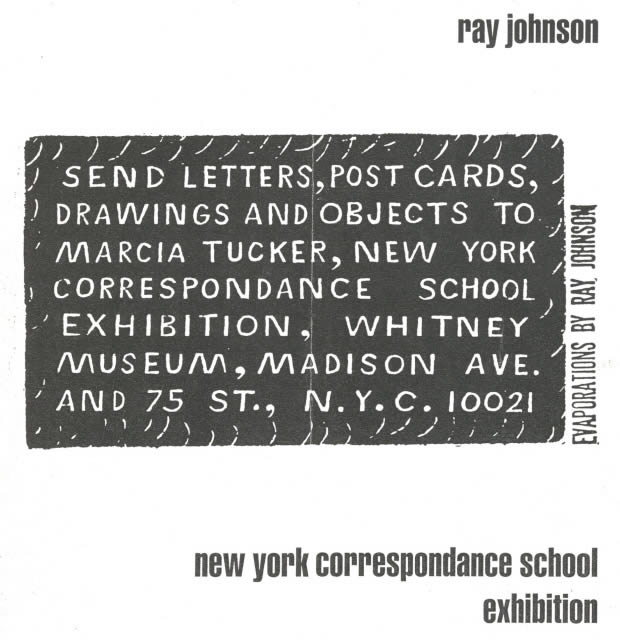
Invitació de Ray Johnson a la primera exposició de mail art, 1970

Ray Johnson és un dels pares del Mail Art, des que als anys '60 va fundar a Nova York la "New York's Correspondence School".
Seria tan erroni creure que una butlla papal és només un document històric com esmentar-la com un exemple de mail art. El moviment artístic cal situar-lo dins de grups com Fluxus o els neo-dadaístes. El fet d'utilitzar aquest mitjà de transport condiciona les característiques de l'objecte a enviar, quant a grandària, pes o forma, que han d'atenir-se a les condicions establertes pels diferents serveis postals de cada país. És freqüent que existeixin el que podríem denominar "transgressions" del sistema per ambdues parts, de vegades els artistes postals juguen amb les especificacions estatals del correu, i altres, els funcionaris permeten la circulació d'aquests objectes prenent part en un joc del que ja formen part siguin o no conscients d'això. El canal és part integrant, i de vegades la de major pes, ja que aporta el soroll, la incertesa, o la intervenció sobre l'obra de les diferents fases administratives per les quals transcorre el viatge postal.
Però el mail art és una mica més que un simple intercanvi d'art a través del correu, és sobretot comunicació. Ambdós aspectes, art i comunicació es fonen en l'enviament postal, prevalent en cada ocasió i depenent de cada artista postal, un sobre l'altre, o establint una compensació entre ambdues característiques. Avui dia, el mail art ha fet seves les noves tecnologies ofimàtiques o digitals i utilitza qualsevol d'aquests nous instruments com mitjans de difusió, així, es van generalitzar abans els enviaments a través del fax i, després, per mitjà del correu electrònic.
Existeixen diversos principis que s'entenen acceptats i compartits pels actors del mail art. Aquests, fossin formulats expressament o no en els seus començaments, han esdevingut en normes a complir en l'exercici del mail art i constitueixen la seva essència més profunda, de manera que si no es respecten, fa trontollar-se l'esperit del mail art. Tots ells no són sinó signes diferenciadors de l'art oficial, on el mercat és qui dicta les normes i al que cal ajustar-se per a sobreviure.
- Llibertat d'expressió: encara que de vegades en els projectes del mail art s'estableixen temes determinats, a l'artista postal se li suposa llibertat absoluta per a l'exercici de la seva activitat.

- No hi ha seleccions, no hi ha jurats. Tots els treballs rebuts en els projectes s'accepten i s'exposen, sense limitacions.

- No hi ha vendes. Els diners i el mail art no es duen bé, els treballs enviats romanen en poder dels seus receptors en forma d'arxius, i aquests tenen el dret d'exposar-los, col·leccionar-los o disposar d'ells com desitgin, amb una certa obligació entesa de preservar-los i conservar-los de la millor manera possible. Al MA hi ha, actualment, la discussió si aquests arxius es poden posar a la venda.

- Realitzar catàlegs o llistes dels participants en els projectes entra dintre tant de les possibilitats econòmiques del moment i de cada artista postal, com de les normes de la bona educació. Els objectes que constitueixen aquest moviment artístic són variats i inclouen:
- llibres d'artista: Llibres fets o modificats per un artista, on l'artista actua sobre una base editada o ensambla fulls manuscrits i obres originals o fotocopiades, però alterant l'original
- postals d'artista: mides estàndards de postal amb alteracions originals i segell postal, destinatari, remitent i obra són el millor exemple de MA.
- segells d'artista: segells amb paper o adhesius fets pels mateixos artistes, originals i sense valor postal però de gran interès pels col·leccionistes.
- collages: una técnica "estrella" al MA. El collage és una de les tècniques artístiques de més llarg recorregut (més d'un segle) i que ha trobat molts aliats per la seva plasticitat i resultats.
- segells de cautxú: fets pels artistes amb les seves obres, o els seus logos. Fets amb planxes o gomes d'esborrar.
- vídeos,
- àudios,
- copy-art,
- cadenes d'artista: Full d'adreces d'artistes on s'envía una obra a una determinada adreça i afegeix la seva adreça fent copies i divulgant. El resultat és piramidal: envies una obra però en reps més de vint.
- ATC's (Artists Trading Cards) o targetes de presentació d'artista. Mida estandard de cartes de la baralla (naips) intervingudes, numerades i signades, per intercanviar amb artistes.
- objectes en 3D,
- creacions digitals,
- net-art,
- i un llarg etcètera en el qual cap citar els mateixos sobres postals, intervinguts i convertits en objectes artístics pels remitents. Actualment, acceptat en les biennals, objecte d'estudis acadèmics, inclòs en llibres i antologies, estudiat en les universitats, o de tractament obligat en tota revista d'art de prestigi, està sofrint els intents de ser integrat socialment, per aquesta clàssica manera d'absorció que realitza la societat davant la presència d'un cos estrany en la seva estructura cultural. La col·lecció Rafael Tous a Barcelona és una de les més importants en matèria de Mail Art d'Europa.

## Artistes
Hi ha pocs referents de mail art, destaquen:
- Eugenio Dittborn
- Paulo Bruscky
- Ray Johnson
- Guy Bleus
- Mark Bloch
- Hans Braumüller
- Crackerjack Kid
- Pam Chatfield
- Honoria
- Ruud Janssen
- Henning Mittendorf
- Shozo Shimamoto
- Ryosuke Cohen
- Dobrica Kamperelic
- Pere Sousa
- Kiyotei
- On Kawara
- Jean Kusina
- Anna Banana
- Monte Cazazza
- Sean Woodward aka Planet Dada
- Genesis P-Orridge
- Cosey Fanni Tutti
- Geert de Decker
- ex posto facto
- buZ blurr
- BuBu
- Linda Hedges
- Litsa Spathi
- Clemente Padin
- Simone Rondelet
- Robin Crozier
- Keith Bates
- Michael Leigh
- Ko de Jonge
- Luc Fierens
- frips
- Sam Six
- Guglielmo Achille Cavellini
- Nadia Russ
- Fabio Sassi
- Paul Tiilila
- El Taller de Zenón
- Blaster Al Ackerman
- Eerie Billy Haddock
- Jukka-Pekka Kervinen
- Mick Boyle
- Claudio Jaccarino
- Darlene Altschul
- Corporación Semiótica Galega
- Silvia Cortés
- Maria Salguero
- Martakarta
- Giovanni Strada
- Col·lectiu SIEP (Sàpigues i Entenguis Produccions)

## Projectes
- Paper Voices Arxivat 2008-03-07 a Wayback Machine. - Projecte-obert i internacional que fomenta l'art postal com a eina social.